# A szabadság rabszolgái
A szabadság rabszolgái (węg. Niewolnicza wolność) – trzynasty album zespołu Bikini, a pierwszy po reaktywacji zespołu. Nagrywany w lipcu i sierpniu 1997 roku, wydany w tym samym roku na MC i CD.

## Lista utworów
1. „Csak dolgozni ne kelljen” (4:17)
2. „Valóság állomás” (5:09)
3. „Sok itt a dudás” (3:34)
4. „Eltűnt az élet az utcánkból” (4:40)
5. „Hajnal” (2:54)
6. „Ha lenne holnap” (5:43)
7. „A szabadság rabszolgái” (3:59)
8. „Füstmérgezés” (4:45)
9. „Vidám a helyzet” (4:51)
10. „Hazafelé” (4:11)
11. „Már semmit sem érzek” (5:36)
12. „Dalolok a máról” (3:43)

## Skład zespołu
- Lajos D. Nagy (wokal)
- Zsolt Daczi (gitara)
- József Vedres (gitara)
- Alajos Németh (gitara basowa, instrumenty klawiszowe)
- Péter Gallai (wokal, instrumenty klawiszowe)
- Bertalan Hirleman (instrumenty perkusyjne)
- Zoltán Kató (saksofon)